# Alydus tomentosus
Alydus tomentosus är en insektsart som beskrevs av Fracker 1918. Alydus tomentosus ingår i släktet Alydus och familjen krumhornskinnbaggar. Inga underarter finns listade i Catalogue of Life.